# Novembre 1907

## Événements
- 2 novembre : Léon Delagrange devient le premier acheteur d'avion au monde. Il fait l'acquisition d'un appareil « Voisin », et effectue un (petit) bond.

- 9 novembre : à bord d'un Voisin, Henri Farman signe le premier vol de plus de une minute enregistré en Europe. Il vole pendant 1 minute et 14 secondes et réussit le premier virage en vol homologué. cf. 1904

- 13 novembre : sur un hélicoptère de sa conception, Paul Cornu s'élève à 1,50 m du sol.

- 13 novembre - 20 décembre[1] : conférence de paix centroaméricaine de Washington. Formulation de la Doctrine Tobar portant sur la non-reconnaissance internationale des gouvernements issus de coups d'État.

- 14 novembre[2] : réunion de la troisième Douma, dite « des seigneurs ». Le gouvernement y dispose de la majorité grâce à l’effondrement des partis de gauche.
- 16 novembre : Voyage inaugural du paquebot  RMS Mauretania (1906).

- 28 novembre[3] : traité de cession du Congo entre le roi Léopold II et la Belgique. Le parlement belge vote l’annexion de l'État indépendant du Congo.

## Naissances
- 1er novembre : 
  - Terence Cuneo, peintre britannique († 3 janvier 1996).
  - Rio Gebhardt, pianiste, chef d'orchestre et compositeur allemand († 24 juin 1944).
- 5 novembre : Mikhal Vitouchka, activiste politique, qui a lutté pour l'indépendance de la Biélorussie.
- 6 novembre : Raymond Savignac, graphiste et publicitaire français († 31 octobre 2002).
- 11 novembre : Raymond Abellio, philosophe français († 26 août 1986)
- 15 novembre : Claus von Stauffenberg colonel allemand, qui a fait partie d'une tentative d'assassinat visant Adolf Hitler († 21 juillet 1944) 
  - Astrid Lindgren, romancière suédoise, auteure d'ouvrages pour enfants († 28 janvier 2002).
  - Jean Delay, psychiatre et neurologue français († 29 mai 1987).
- 19 novembre : James Darcy Freeman, cardinal australien, archevêque de Sydney († 16 mars 1991).
- 20 novembre : Henri-Georges Clouzot, cinéaste français († 12 janvier 1977).
- 23 novembre : Frédéric Hunsinger, résistant français de la police municipale de Colmar († 5 mai 1944).
- 30 novembre : Caroline Muller, résistante française fondatrice d'une filière d'évasion aidant les prisonniers de guerre (PG) français, les Alsaciens réfractaires à l'incorporation de force, à s'évader († 21 mai 1958).

## Décès
- 1er novembre : Alfred Jarry, le créateur du Père Ubu et de la ’Pataphysique (° 8 septembre 1873).
- 6 novembre : James Hector, géologue.
- 21 novembre : Paula Modersohn-Becker, peintre allemande (° 8 février 1876).
- 22 novembre : Asaph Hall, astronome américain.
- 23 novembre : John Frederick Peto, peintre américain.
- 28 novembre : Stanisław Wyspiański, architecte, auteur de théâtre, poète et peintre polonais (° 15 janvier 1869).